# Manuel Héctor y González Abreu
Manuel Héctor y González-Abreu (1850 – Sevilla, 27 de abril de 1914) fue un político español que desempeñó el puesto de senador por la Provincia de Sevilla, distrito Écija-Estepa, en el periodo 1901-1902, cargo al que renunció al ser elegido Alcalde de Sevilla en 1902. Durante su mandato como alcalde que se prolongó hasta 1903, presentó el proyecto de ensanche de la avenida de la Palmera (Sevilla) y se realizó la parcelación del barrio de El Porvenir. En 1902 viajó a Madrid junto con una comisión de trabajadoras de la Real Fábrica de Tabacos de Sevilla para ofrecer al monarca Alfonso XIII el título de Hermano Mayor de la Hermandad de las Cigarreras. Fue primo del mecenas Rafael González-Abreu (Vizcondado de los Remedios).